# Florian Eckert
Pour les articles homonymes, voir Eckert.
Florian Eckert, né le 7 février 1979 à Oberstdorf, était un skieur alpin allemand. Grand espoir du ski alpin allemand depuis Markus Wasmeier, il est contraint de prendre sa retraite sportive en 2005, à la suite d'une énième blessure.

## Palmarès

### Championnats du monde
| Épreuve / Édition | St-Anton 2001 | Bormio 2005 |
| Descente          | Bronze        | 12e         |
| Super G           | 17e           | 6e          |
| Slalom Géant      | DNF           |             |
| Par Equipes       |               | Or          |

### Coupe du monde
- Meilleur classement final: 38e en 2001.
- Meilleur résultat: 2e.